# Тилбургски университет
Тилбурският универститет е държавен университет, специализиран в областта на хуманитарните науки, икономиката, правото, бизнес науките и теологията в Тилбург, Нидерландия. В него се обучават над 14 000 студенти, 15% от които са чуждестранни.
Университет е един от най-добрите в света в областта на правото, икономиката и бизнеса. В областта на правото Университетът в Тилбург е на първо място в Холандия за последните три години, според списание Elsevier. Отделно, според Times Higher Education, институцията се нарежда на едно от челните места по правно образование в света. По данни на REPEC, факултета по икономика и бизнес администрация е 25-и най-продуктивен изследователски отдел в света и 7-и в Европа. Според Шанхайската класация от 2017 г., Университетът в Тилбург е на 5-о място в областта на бизнес администрацията и 8-и в областта на финансите в световен мащаб.